# Urtière

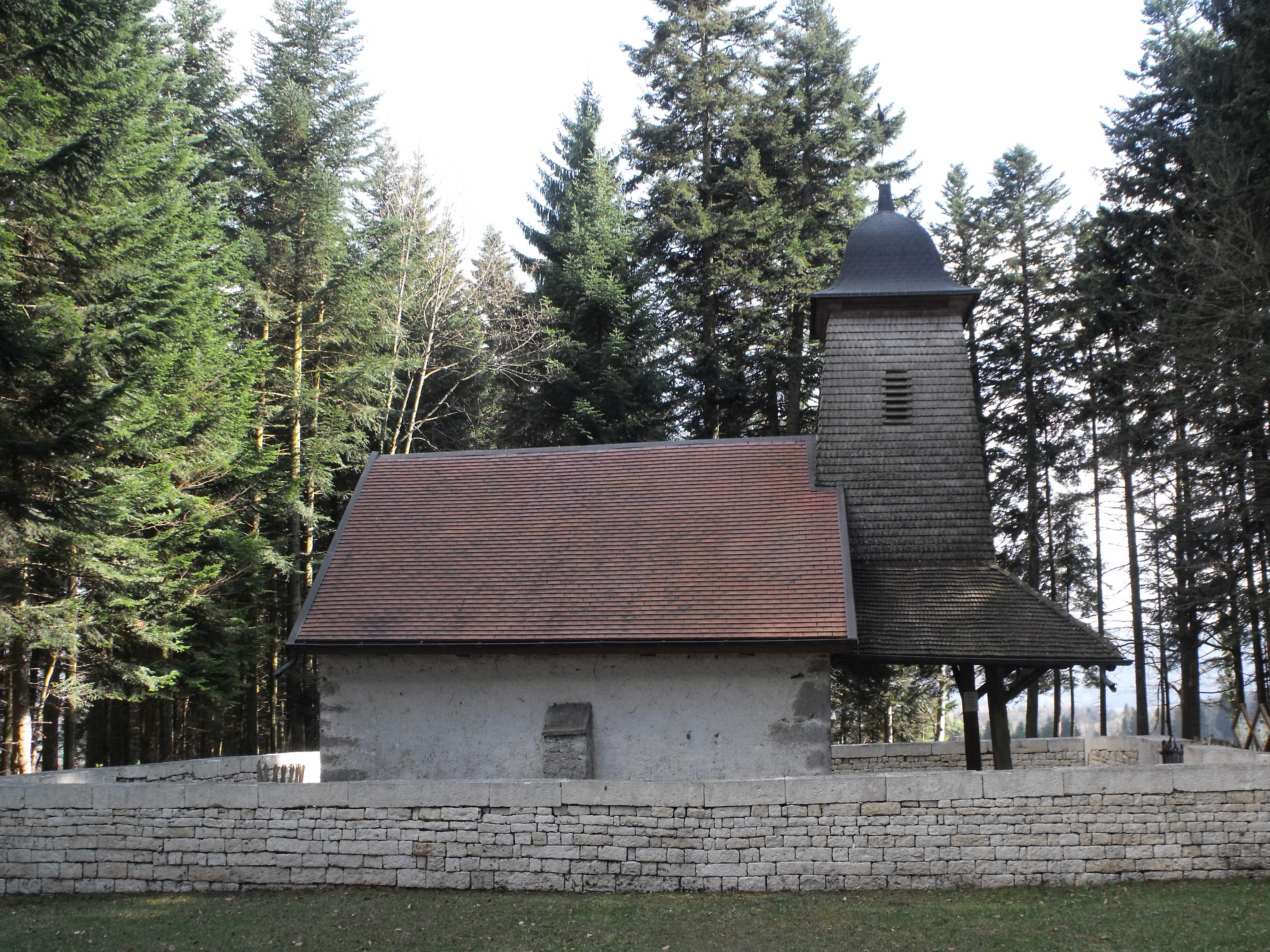
Kapel

Urtière is een gemeente in het Franse departement Doubs (regio Bourgogne-Franche-Comté) en telt 8 inwoners (2009). De plaats maakt deel uit van het arrondissement Montbéliard.

## Geografie
De oppervlakte van Urtière bedraagt 2,3 km², de bevolkingsdichtheid is dus 3,5 inwoners per km².
De onderstaande kaart toont de ligging van Urtière met de belangrijkste infrastructuur en aangrenzende gemeenten.

## Demografie
Onderstaande figuur toont het verloop van het inwonertal (bron: INSEE-tellingen).